# جریان اطلس شمالی

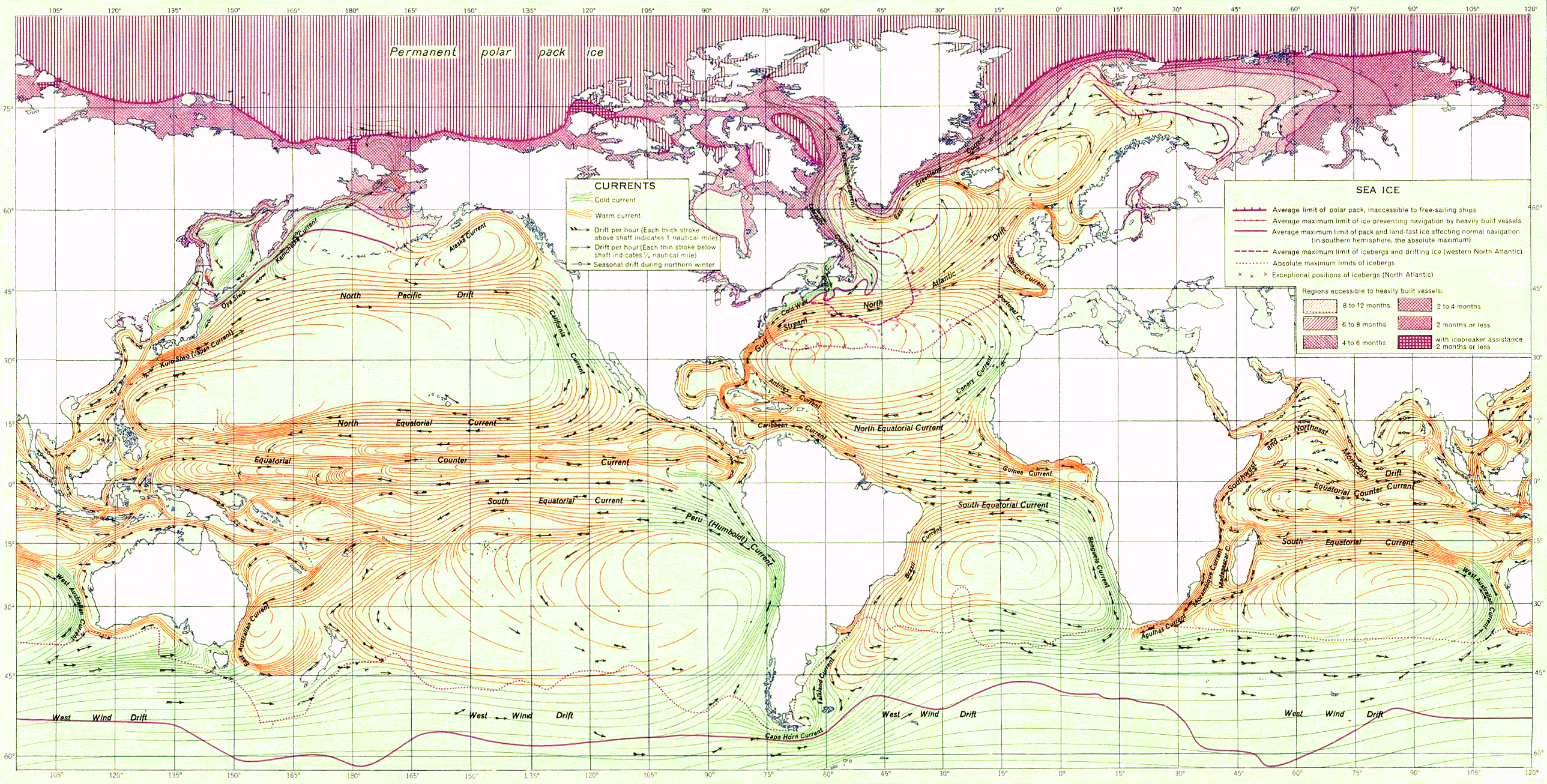
جریان‌های دریایی (۱۹۴۳)

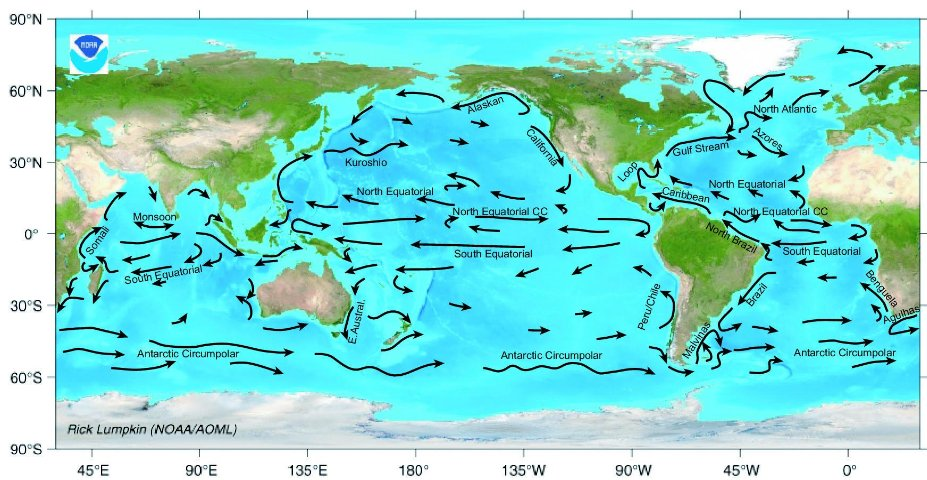
جریان‌های مهم دریایی.

جریان اطلس شمالی یک جریام قدرتمند آب گرم است که در واقع ادامهٔ جریان گالف استریم به سوی شمال شرق است. در غرب ایرلند این جریان دو شاخه می‌شود. یکی تبدیل به جریان قناری و به سمت جنوب می‌رود می‌شود و دیگری به سمت شمال و به سوی سواحل شمال غربی اروپا ادامه می‌دهد. دانشمندان به اثر گرمایشی گسترده این جریان اقیانوسی بر قاره اروپا اعتقاد دارند. شاخه‌های ریزتر این جریان، جریان ایرمینگر و جریان نروژ می‌باشند.
1. ↑  Rossby, T. (1996-11). "The North Atlantic Current and surrounding waters: At the crossroads". Reviews of Geophysics (به انگلیسی). 34 (4): 463–481. doi:10.1029/96RG02214. {{cite journal}}: Check date values in: |date= (help)